# Таваццано-кон-Виллавеско
Таваццано-кон-Виллавеско (итал. Tavazzano con Villavesco) — коммуна в Италии, располагается в регионе Ломбардия, подчиняется административному центру Лоди.
Население составляет 4938 человек, плотность населения составляет 309 чел./км². Занимает площадь 16 км². Почтовый индекс — 26838. Телефонный код — 0371.
Покровителем коммуны почитается святой Иоанн Предтеча, празднование в первое воскресение сентября.